# Hees
Pour les articles homonymes, voir Hees (homonymie).
Hees est une section de la ville belge de Bilzen située en Région flamande dans la province de Limbourg. C'était une commune à part entière avant sa fusion avec Mopertingen en 1971.
Le village est situé à 14 kilomètres au nord-est de Tongres.

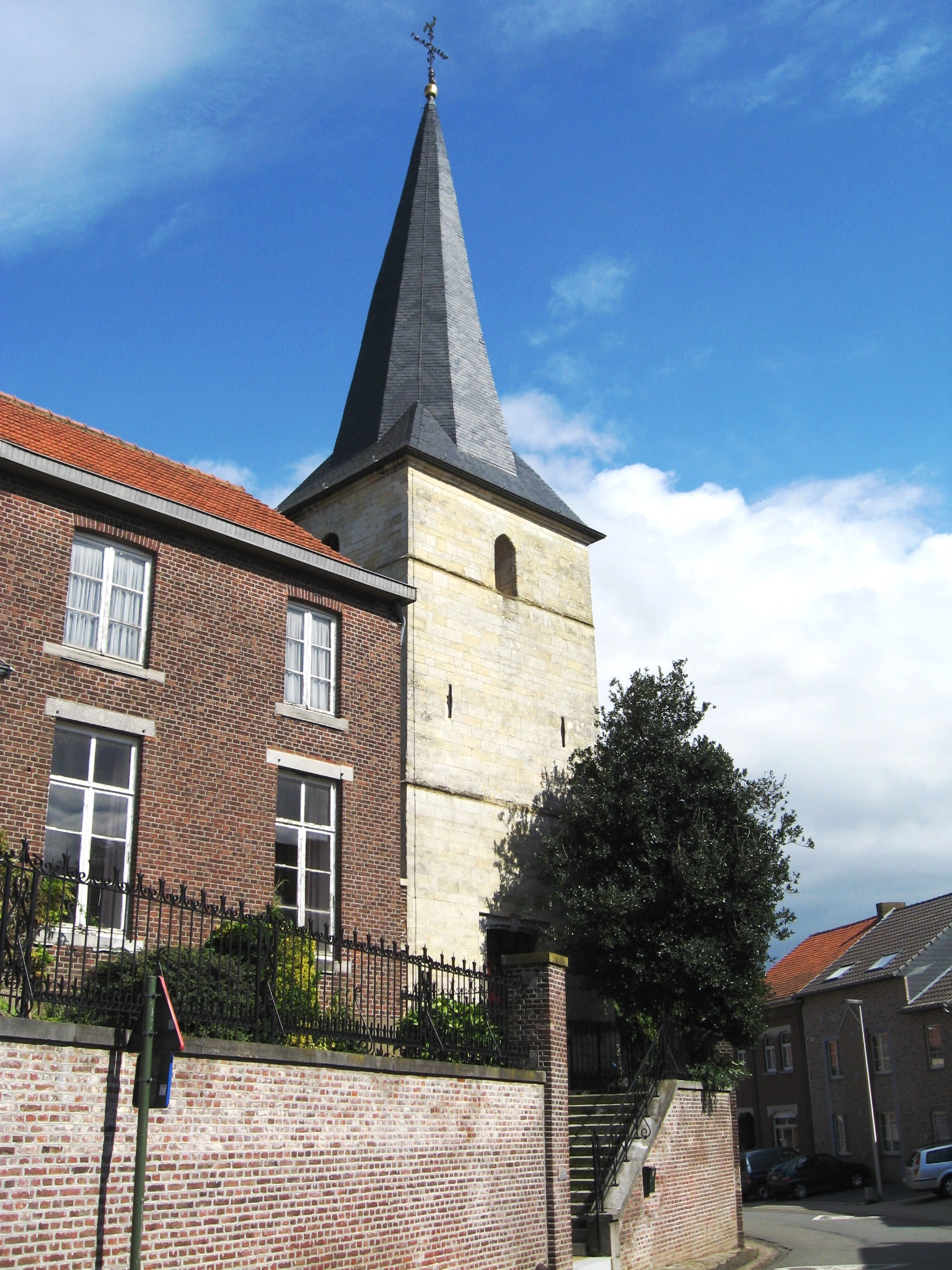
Clocher de l'ancienne église Saint-Quentin

## Évolution démographique
- Sources: INS, www.limburg.be et Ville de Bilzen